# Sydney Middleton
Sydney Albert 'Syd' Middleton DSO, OBE (Sydney, 24 de febrer de 1884 – Londres, 2 de setembre de 1945) va ser un oficial de l'exèrcit, remer i jugador de rugbi australià que va competir amb la selecció d'Austràlia a començaments del segle xx.
El 1908 va ser seleccionat per jugar amb la selecció d'Austràlia de rugbi a 15 que va prendre part en els Jocs Olímpics de Londres, on guanyà la medalla d'or.
Quatre anys més tard, als Jocs d'Estocolm, disputà la prova de vuit amb timoner del programa de rem, on fou eliminat en semifinals.
El 1915 s'allistà a la Primera Força Imperial Australiana, lluitant en la  Batalla de Gal·lípoli i França. El 1919 fou reconegut amb l'Orde del Servei Distingit i el 1920 amb l'Orde de l'Imperi Britànic.